# 塞夸尔斯
塞夸尔斯（義大利語：Sequals），是意大利波代诺内省的一个市镇。总面积27平方公里，人口2281人，人口密度84.5人/平方公里（2009年）。ISTAT代码为093042。